# Matteo Strikker
Matteo Miles Strikker (25 september 2001) is een Belgisch basketballer.

## Carrière
Strikker speelde in de jeugd van Gembo Borgerhout en Antwerp Giants. Van 2015 tot 2019 heeft Matteo strikker op de Canarias Basketball Academy gezeten. In 2020 ging Strikker spelen in de Verenigde Staten, 2 jaar op de St. Patrick School en 1 jaar bij Olympus Prep. Hij tekende in 2022 voor de Spaanse vierdeklasser CD City of Badajoz Academy waar hij een seizoen speelde. In de zomer van 2023 tekende hij voor de Spaanse derdeklasser CDB Enrique Benítez maar verliet de club in november 2023 en keerde terug naar CD City of Badajoz Academy. Hij wisselde in januari 2024 opnieuw van club ditmaal naar derdeklasser CB L'Horta Godella.
Voor het seizoen 2024/25 tekende hij bij de Spaanse tweedeklasser La Salud Archena.  Hij bleef in de competitie actief toen hij tekende voor Cáceres Basket in juli 2025.